# Ministerio de Ritos
El Ministerio o Junta de Ritos (t 禮部, s 礼部, Lǐbù) fue uno de los Seis Ministerios del gobierno de la China imperial. Formó parte del gobierno imperial chino desde la Tang (siglo VII) hasta la Revolución Xinhai de 1911, cuando fue abolido junto con todo el sistema de gobierno imperial. Junto con los rituales religiosos y el ceremonial de la corte, el Ministerio de Ritos también supervisaba el sistema de exámenes imperiales y las relaciones exteriores de China.
También existió un Ministerio de Ritos en el Vietnam imperial. Una de sus tareas era hacer cumplir el tabú de los nombres.

## Historia
Bajo la dinastía Han, el Ministerio de Ceremonias desempeñaba funciones similares. A principios de la China medieval, las funciones del Ministerio de Ritos eran desempeñadas por otros funcionarios, incluido el Gran Heraldo. Bajo la Song (siglos X-XIII), sus funciones fueron transferidas temporalmente al Secretariado Central de Palacio.
El ministerio se estableció en la dinastía Sui como una de las seis divisiones funcionales del Departamento de Asuntos de Estado tras la creación de los Tres Departamentos y Seis Ministerios ( 三省六部 ; Sān Shěng Liù Bù). También formó parte del mismo durante las Cinco Dinastías y la dinastía Song. Durante la dinastía Yuan e inicialmente también durante la dinastía Ming, el Ministerio de Ritos formó parte del Secretariado Central, inicialmente dependiente del Ministerio unificado del Servicio Civil, Ritos e Impuestos, pero a partir de 1294 fue escindido pasando a depender directamente de la cancillería imperial. En 1380, ya durante los Ming, el cargo de zhongshan (Gran Canciller) fue abolido y los ministerios, incluido el de Ritos, se independizaron y pasaron a estar directamente subordinados al Emperador.
Bajo los Ming y los Qing, estaba estrechamente relacionada con la Gran Secretaría, y de hecho muchos secretarios tenían el título de ministro o viceministro de ritos, o llegaban a la secretaría desde el ministerio.
Además del ministerio en la capital imperial (Nanjing, a partir de 1421 Pekín), en el periodo Ming existía un ministerio de ritos paralelo en la segunda capital (Pekín desde 1402-1421, Nanjing desde 1421). El ministerio de la siguiente metrópoli tenía la misma estructura pero menos funcionarios, su jurisdicción abarcaba la siguiente metrópoli y el área metropolitana.

## Funciones
El Ministerio de Ritos se encargaba de supervisar todas las ceremonias y rituales de la China imperial, organizar las visitas de los enviados extranjeros, supervisar las escuelas estatales y llevar los registros de los monjes budistas y del taoístas. A partir del año 736, administró los exámenes oficiales. Del mismo dependían varios organismos relacionados, como las oficinas de mensajeros, grabadores de sellos y la oficina de música en el periodo Ming, así como el tribunal de entretenimientos imperiales y el tribunal de ceremonias de estado.
Normalmente se dividía en cuatro departamentos:
- Ceremonias (禮部司, li-pu-s);
- Sacrificios (祠部司, qi-s; en los periodos Ming y Qing, 祠祭司, qi-s), se encargaban de los rituales relacionados con los sacrificios;
- Visitas (主客司, chu-kche-s), organizaba la recepción de enviados extranjeros y príncipes tributarios;
- Aprovisionamiento para los sacrificios (膳部, shan-pu-s; en los períodos Ming y Qing, 精膳司, jing-shan-s),[2] proporcionando sacrificios, alimentos y bebidas para las ocasiones ceremoniales.

Estaba dirigido por un ministro del Shangshu, que ostentaba el tercer rango principal bajo los Tang (en el Sistema de Nueve Rangos), segundo rango inferior bajo los Song, tercer rango superior bajo los Jin, Yuan y hasta 1380 Ming, segundo rango mayor después de 1380 bajo los Ming y Qing, primer rango inferior bajo los Qing después de 1730. Contó con la ayuda de dos viceministros del shōlang. El Minsiterio estaba dirigido por el director lang-chung.
Como encargado de supervisar las visitas de los embajadores extranjeros y vasallos de China, el Ministerio de Ritos supervisaba la política exterior China, pero sin tener un mandato específico para ello. Este papel cobró especial importancia durante la segunda mitad de la dinastía Qing, cuando las potencias occidentales empezaron a demandar concesiones comerciales y relaciones diplomáticas de igualdad con China. Tras la segunda guerra del Opio, en 1861 la Convención de Pekín especificó la fundación del Zongli Yamen como oficina de asuntos exteriores dirigida directamente por el emperador y el Gran Consejo, y al margen del Ministerio de Ritos, que por tanto perdió esa competencia.

### Citas
1. ↑  François Thierry de Crussol (蒂埃里) (2011). _367-406 «El mensaje confuciano en las monedas vietnamitas, Una mirada más cercana a las grandes monedas de la dinastía Nguyễn con máximas morales ", Crónica Numismática, 2011, pp. 367-406.» (en inglés). Academia.edu. Consultado el 22 de agosto de 2019.
2. 1 2 3 4 5 6 7 8  Hucker, Charles (1985). A Dictionary of Official Titles in Imperial China. Stanford University Press. pp. 306–07.
3. 1 2   Fang, Jun. China's Second Capital – Nanjing under the Ming, 1368-1644;;. 1. vyd. Abingdon, Oxon: Routledge, 2014. ISBN 9780415855259. S. 32 a 45.
4. ↑  Fang, p. 47.
5. 1 2   Keliher, Macabe (2019). The Board of Rites and the Making of Qing China. Oakland: University of California Press
6. ↑  Hucker (1985), p. 427.